# NOVANA
NOVANA (Det Nationale Program for Overvågning af VAndmiljøet og NAturen) er et program under Naturstyrelsen for overvågning af Danmarks natur, herunder Natura 2000-områder. Programmet udføres af de regionale miljøcentre og koordineres af DCE Nationalt Center for Miljø og Energi (tidligere Danmarks Miljøundersøgelser). Det blev startet 1. januar 2004 og er en udvidet udgave af det tidligere Nationale Overvågningsprogram af Vandmiljøet – NOVA – 2003.
Programmet beskriver formål og rammer vedrørende den danske overvågning af naturområder og vandmiljø. Dette sker i form af 8 delprogrammer, der beskæftiger sig med
- Søer
- Vandløb
- Grundvand
- Hav og Fjorde
- Arter og terrestrisk natur
- Luft
- Punktkilder
- Landovervågning

Hovedprogrammet, er beskrevet i tre dele:
- Del 1[3] giver en overordnet beskrivelse af programmets formål og strategi samt den økonomiske ramme for programmet. De 8 delprogrammer og organiseringen af hele programmet er kort beskrevet. Endelig er det beskrevet, hvordan formidling og rapportering af data fra overvågningen skal foregå.
- Del 2[4] beskriver detaljeret programmets 8 delprogrammer, sammenhængen mellem dem samt formålet og strategierne for de enkelte delprogrammer. Det beskrives, hvilke overvågningsaktiviteter der gennemføres. Endelig forklarer denne del om tværgående data og tværgående indsatser samt brugen af eksterne data. Se også rettelsesbladet til del 2[5]
- Del 3[6] fremlægger tekniske anvisninger, som detaljeret beskriver prøvetagnings- og analysemetoder i programmet. Herunder beskrives generelle principper og metoder for datalagring og –overførsel. Denne del giver også oversigter over stationer og parametre, der er knyttet til de enkelte delprogrammer. Denne tredje del af programmet opdateres løbende.